# Rigoletto (film din 1941)
Rigoletto (titlul original: în italiană Il re si diverte)  este un film dramatic italian, realizat în 1941 de regizorul Mario Bonnard, adaptare după piesa Regele se amuză (Le roi s'amuse) a scriitorului Victor Hugo, pe muzica operei Rigoletto a lui Verdi. Locul acțiunii este amplasat la curtea regelui Francisc I al Franței în secolul al XVI-lea.
Protagoniștii filmului sunt actorii Michel Simon, María Mercader, Rossano Brazzi și Doris Duranti. 

## Distribuție
- Michel Simon – Rigoletto
- María Mercader – Gilda
- Rossano Brazzi – regele Francisc I
- Doris Duranti – Margot
- Paola Barbara – ducesa de Cosse
- Elli Parvo – țiganca
- Carlo Ninchi – contele de Saint Vallier
- Juan de Landa – Sparafucile
- Loredana – Diana Di Saint Vallier
- Franco Coop – ducele de Cosse
- Corrado Racca – Signor De Brion
- Giulio Battiferri – unul din răpitorii Gildei
- Oreste Bilancia – un curtean
- Gildo Bocci – marele vizir
- Ruggero Capodaglio – un curtean
- Stanis Cappello – un curtean
- Renato Chiantoni – un țigan
- Gemma D'Alba – Signora De Pardaillan
- Alfredo De Antoni – un curtean
- Liana Del Balzo – marchiza care își ascunde vârsta
- Cesare Fantoni – sergentul Roland
- Oreste Fares – servitorul lui Saint Vallier
- Adele Garavaglia – Costanza, guvernantă
- Fausto Guerzoni – un țigan
- Guido Morisi – ducele De La Tour
- Giacomo Moschini – Signor De Pardaillan
- Giovanni Onorato – un țigan
- Amina Pirani Maggi – Berarda, guvernanta lui Gilda
- Cesare Polesello – un țigan
- Evaristo Signorini – un curtean
- Aldo Silvani – călăul
- Edda Soligo – o prietenă a ducesei de Cosse
- Edoardo Toniolo – poetul Marot